# Баянговь
Баянговь (рус. Богатая пустыня) — сомон аймака Баянхонгор в Юго-Восточной Монголии, площадь которого составляет 4 662 км². Численность населения по данным 2006 года составила 2 703 человека.
Центр сомона — посёлок Ургун, расположенный в 241 километрах от административного центра аймака — города Баянхонгор и в 728 километрах от столицы страны — Улан-Батора.

## Географические характеристики
В сомоне расположены горы Улаанхан (2006 м), Хартолгой (1974 м), Хундлун (1800 м), а также хребет Гоби-Алтай. По территории района протекают реки и родники (Цагаангол, Эрдэнэ толгойн булаг, Гурванбулаг, Цагаандэрс, Увурдалантуруу, Ноёнгол, Муу толгойн, Баян хуувур, Ичээт), а также присутствуют пересыхающие озера.
Район окружен горной цепью и пустыней.
Почва, в основном, степная, коричневого цвета (за исключением горной почвы — там она солончаковая).

## Климат
Климат резко континентальный. Средняя температура января -20°, августа +2ГС, ежегодная норма осадков 70-200 мм. Скорость ветра в году, обычно, равняется 2,5—3,5 метра в секунду.

## Фауна
В Баянгови водятся лисы, волки, рыси, дикие степные кошки-манулы, дикие бараны, дикие козы, зайцы, антилопы.

## Инфраструктура
В районе работают школа, больница, культурный и торговый центры.

## Популярные туристические места
- В 18 километрах к югу, в Цагаанбулаг был обнаружен слабый отпечаток странной фигуры. Местные жители верят, что этот отпечаток оставили пришельцы.

- В Улаан-Шанд, в 66 километрах к югу-западу, расположен окаменелый лес. Площадь леса покрыта каменными стволами и пнями.